# We’ve Come for You All
We’ve Come for You All – dziewiąty album studyjny thrashmetalowego zespołu amerykańskiego Anthrax. Płyta ukazała się 6 maja 2003 i była to pierwsza produkcja z nowym gitarzystą Robem Caggiano. Płyta odniosła większy sukces komercyjny niż 2 poprzednie, jednak osiągnęła jedynie 122 miejsce na liście Billboard 200.
Dodatkowo płyta zawierała cover utworu „We’re a Happy Family” zespołu The Ramones.

## Lista utworów
1. „Contact” – 1:15
2. „What Doesn’t Die” – 4:10
3. „Superhero” – 4:03
4. „Refuse to Be Denied” – 3:20 (feat. Anthony Martini)
5. „Safe Home” – 5:10
6. „Any Place but Here” – 5:49
7. „Nobody Knows Anything” – 2:57
8. „Strap It On” – 3:32 (feat. Dimebag Darrell)
9. „Black Dahlia” – 2:38
10. „Cadillac Rock Box” – 3:41 (feat. Dimebag Darrell)
11. „Taking the Music Back” – 3:11
12. „Crash” – 0:58
13. „Think About an End” – 5:09
14. „W.C.F.Y.A.” – 4:12

Utwory bonusowe
1. „Safe Home (Acoustic)” – 5:55
2. „We’re a Happy Family” (cover zespołu The Ramones) – 5:07

## Twórcy
- John Bush – wokal
- Rob Caggiano – gitara prowadząca
- Scott Ian – gitara rytmiczna, wokal
- Frank Bello – gitara basowa, wokal
- Charlie Benante – perkusja, gitara